# New Year's Eve (canção de Snoop Dogg)
"New Year's Eve" é uma canção do rapper estadunidense Snoop Dogg, lançada em 5 de novembro de 2010, como single promocional para seu décimo primeiro álbum de estúdio Doggumentary, porem a musica acabou não sendo incluída na lista final de faixas do álbum. A canção foi produzida por Scoop DeVille e conta com a participação do cantor e compositor Marty James.

## Vídeo da música
O vídeo foi filmado em 08 de novembro de 2010, durante a festa de aniversário da esposa do rapper. O vídeo foi lançado em 12 de novembro de 2010 e é dirigido por Pook Brown. O videoclipe da canção conta com a participação de artistas como DJ Quik, Mike Epps e Kokane.

## Lista de faixas
Digital single
1. "New Year's Eve" (Com participação de Marty James) - 3:26

## Desempenho nas paradas
Gráficos semanais
| Paradas (2010)                               | Melhor posição |
| -------------------------------------------- | -------------- |
| Estados Unidos (Billboard R&B/Hip-Hop Songs) | 66             |